# Cratere Vening Meinesz
Vening Meinesz è un cratere lunare di 88,69 km situato nella parte sud-occidentale della faccia nascosta della Luna.